# 明無端起釁邊陲害我祖父
「明無端起釁邊陲害我祖父」は、建州女直酋長ヌルハチ (後の清太祖) が明朝征討に際してその根拠とした所謂「七大恨」の第一箇条 (恨一)。遼東総兵官・李成梁の軍がスクスフ･ビラ部グレ城の城主アタイを討伐した戦役において、ヌルハチの祖父ギョチャンガと父タクシが李軍に殺害された事件を指す。

## 経緯 (清史)
清側の史料に拠れば、ことの経緯は以下のごとくであった。(本章の出典は特筆しない限り『太祖高皇帝實錄』および『滿洲實錄』。人名の漢音写は『太祖高皇帝實錄』を優先し、仮名表記は『ᠮᠠᠨᠵᡠ ᡳ ᠶᠠᡵᡤᡳᠶᠠᠨ ᡴᠣᠣᠯᡳmanju i yargiyan kooli』を参考にした。)

### グレ落城
建州女直の内、スクスフ･ビラ (現蘇子河) 一帯に住んだ者は古くはスクスフ･ビラ部アイマンと呼ばれ、同部には主要な城塞として、
- 圖倫城トゥルンイ･ホトン
- 撒爾湖城サルフイ･ホトン
- 嘉木湖寨ギャムフイ･ガシャン
- 沾河寨ジャンニ･ビライ･ガシャン
- 安土瓜爾佳城アントゥ･グワルギャイ･ホトン
- グレイ･ホトン
- 沙濟城シャジ･ホトン

の七つがあった。
トゥルン城の城主にニカン･ワイラン (以下、ニカン) という者がいた。明万暦11年1583旧暦2月、ニカンは遼東総兵官・李成梁率いる明の官軍の応援を密かに引き出し、城の東方、グレ城に拠るアタイとシャジ城に拠る阿亥アハイを征討した。李成梁はニカンに兵符を授け、遼陽軍と広寧軍とで二手に別けると、自らはグレ城を包囲し、遼陽軍副将にはシャジ城を包囲させた。シャジ城では遼陽軍の来襲をみるや城を棄てて逃げ出す者が続出したが、多くの者が殺され、城は陥落し、城主アハイも殺された。
シャジ城を陥落させた遼陽軍が李成梁の広寧軍に合流し、グレ城への総攻撃が始まったが、グレの城塞は要害の地に築かれ、さらに鉄壁の衛りもあって中々陥落せず、アタイ躬らも度々城を出ては敵兵を撃ち、官軍側は多数の死傷者を出すに至った。焦りを募らせた李成梁は、ニカンが端無くアタイ側を挑発した挙句に官軍の兵力を消耗させたとして、ニカンの責任を追究する構えをみせた。周章てたニカンは、躬ら招降の任を引き受けて城前まで進み出で、
```
「大兵既に來りぬ。豈に遂に汝を舍きて去らむや。爾等が危は旦夕に在り。主將命有り、凡そ士卒の能く阿太を殺し來降せむ者、即ち此の城の主と爲さしめむと。」
```

(官軍と戦わば命は助からん。我が将軍は、城主アタイを殺して投降した者を新城主として認めようと仰せだ) と賺して投降を誘った。ニカンの言葉を鵜呑みにしたグレの兵によりアタイが殺されると、城内から投降者が続々と出てきたが、果たして李成梁は軍民、老若男女、構わず皆殺しにした。

### 二祖横死
グレ城主アタイの妻はヌルハチ祖父ギョチャンガ (清景祖) の子リドゥン･バトゥルの娘で、ヌルハチにとっては従姉妹にあたる。李成梁がグレ城攻略に苦戦していた頃、ギョチャンガは孫娘がグレ城内にいることを聞きつけ、子タクシ (ヌルハチ父、清顕祖) を伴って救出に向かった。グレ城が李成梁の攻撃を受けているのを目の当たりにしたギョチャンガは、タクシを城外に待機させて単身城内に跳び込んだ。しかし孫娘を連れ出すところになって城主アタイはギョチャンガのいうことを聴き容れようとせず、そこに痺れを切らしたタクシも入ってきた。やがて城塞を陥落させたニカンは、ギョチャンガとタクシが城に入ったのを知り、再び官兵を焚きつけ、戦火に紛れて二人を殺害させた。
祖父ギョチャンガの横死を知ったヌルハチは憤怒し、明の辺塞を訪ねて祖父を殺害した理由を問い質した。明側は「誤殺」であったと詫びた上で、二人の亡骸を返還し、朝貢勅書30道と馬30匹、さらに「都督勅書」を与えて幕引きを図ったが、納得のいかないヌルハチは、首謀者たる仇敵ニカンの身柄の引き渡しを索めた。ヌルハチをみくびる明側は、
```
前
さき
に誤害せるに因り、故に敕書、馬匹を與へり。又た都督敕書を給へり。事已に畢
おは
んねど、今復た過求す。我當
まさ
に尼堪外蘭を助け、甲版に築城し、爾
なむぢ
が滿洲國の主と爲さしめむ。
```

(誤殺については補償し、既に解決済みである。程を弁えぬのなら、甲版ギャバンに城塞を築いてニカンを城主に据え、うぬら建州女直の主にしてくれよう) と脅迫した。ところがスクスフ･ビラ部ではこれを間に受けた者が挙ってニカンに帰向し始め、挙句の果てには、ヌルハチにとって大伯叔父にあたる五人の寧古塔貝勒ニングタ･ベイレ(ギョチャンガ兄弟) の子孫までもが、ニカンへの帰向を諮って祖廟で盟約し、ヌルハチ排除を企てた。

### 太祖挙兵
元々タクシに隷属する立場にあったニカンは、一日にして滿洲マンジュ(建州女直) の惣領に担ぎあげられた。ヌルハチはニカンに服従を迫られるも、
```
汝を手刃する能はざるを恨む。豈に反りて汝に從ひ偷
かりそ
めに生きむや。人能く百歲にして死せざらむや。
```

(この手で殺してやれないのが遺憾だ。属下に服従して長生きしようとは思わん。100歳になればどうせ死ぬのだから) と言って訣別した。
その頃、サルフ城主・諾米納ノミナの兄・瓜喇グワラは、撫順関でニカンに讒言され、更にそれを真に受けた明の官吏から譴責を受けて以来、ニカンを憎んでいた。同様に弟ノミナ、嘉木湖ギャムフ砦主の噶哈善哈思虎ガハシャン･ハスフ、ジャン河砦主の常書チャンシュと弟・楊書ヤンシュも同様にニカンへの恨みを募らせていた。そこで諸城主らは、ニカンを共通の仇敵とするヌルハチに従属することを決め、牛を屠って天を祭り、ヌルハチと盟約を結んだ。タクシから承け継いだのは僅か13名の武臣のみ。ヌルハチ25歳の年であった。

## 経緯 (明史)

### 背景
ハダ･ナラ氏の始祖・王忠ワンジュ･ワイランは、明朝に忠義を尽くし、その後ろ盾を得て女真社会に権勢を誇った一方で、イェヘ国グルンの創始者チュクンゲを殺害し、朝貢勅書を横奪した為に、その後長く続くことになる南關ハダ・北關イェヘ間の抗争の火種をのこした。
ワンジュの侄・王台ワン･ハンは、ワンジュ死後に初代ハダ国主ベイレとなり、叔父の権勢を引き継いで女真の上に君臨した。ワンは、当時明辺塞への侵犯を繰り返していた建州右衞都指揮使・王杲がハダ領内に進入したところを捕え、その身柄を引き渡したことで、明朝からさらなる信用を勝ち得たが、必然的に王杲の遺子アタイを敵に廻すことになった。それでもアタイは一時、ワンの子虎兒罕フルガン(ハダ第二代国主ベイレ) の許に潜伏していたが、フルガンがハダ国内の統治に失敗して勢力を縮小させ、かたやイェヘが俄かに勢力を伸長し始めるに及んで、利害関係が一致したイェヘ国主ベイレヤンギヌ・チンギャヌ兄弟 (逞仰二奴) の許に身を投じ、北虜 (挿漢チャハル部) の土蠻トゥメン･ジャサクト･ハーンなどと組んで明辺塞への侵犯を繰り返すようになった。
万暦10年1582旧暦7月に王台ワン･ハンが病死すると、イェヘは機に乗じてハダ第二代国主ベイレ虎兒罕フルガンに向け兵を派遣し、先祖以来の宿願である復讐を図った。一方で西虜 (トゥメト部蒙古) の辛愛黃台吉ドゥーレン･センゲ･ホンタイジは虎視眈々とハダ領土乗っ取りを狙っていた。対女真政策としてハダの安定を図る明朝は、これら外患に加えて諸部の離叛という内憂に悩まされていたフルガンを明側に羈縻しつつ、イェヘと蒙古諸部の策謀を挫こうと躍起になっていた。

### アタイ討伐
建州女直は当時幾分か弱体化していたとは言え、その勢力規模は未だ侮れなかった。渠魁の殲滅も捗らず、イェヘのチンギャヌ兄弟とハダのフルガンにアタイの捕縛を要求していたものの、一箇月と何の進展もないまま、アタイは依然として天険の地に築いた城塞に拠り、兵士を擁してその防禦を固めていた。このような状況が長延くことを危惧した臣下からは「阿台アタイ未だ擒へず、終ひに禍本と爲す」といった声があがり、万暦帝はアタイ討伐へ舵をきりはじめた。
そんな折の万暦11年1583旧暦2月、阿台アタイは虜酋・阿海アハイらを糾合して静遠堡・榆林堡からそれぞれ明の辺境を侵犯したが、遼東総兵・李成梁率いる官軍が出動し、アタイ・アハイは官軍から逃げ果せず殺害された。李はさらに餘勢を駆ってアタイの居城 (グレ城) を掃蕩し、2,300人餘りを斬伐・捕縛した。
尚、『東夷考畧』に拠れば、アタイらが静遠堡・榆林堡から侵入したのは同年正月で、瀋陽城南の渾河河畔まで侵入したが、李成梁率いる明軍の規模の大なるをみて一旦撤収し、撫順城近辺を掠奪して去った。そして翌月2日、撫順城王剛臺を発った李成梁の軍は100餘里の路程をグレ城に向かって直進し、攻城戦では切り立つ崖に阻まれて苦戦しながら、二昼夜に亘って重火器による攻撃を続け、グレ城を陥落させて2,222の首級をあげた。その間、秦得倚らは近接する阿海アハイの城塞を攻め落とし、アハイを殺害した、としている。
さてこの時、李成梁は先導を務めていた教塲ギョチャンガ (ヌルハチ祖父) と他失タクシ (同父) 両人を城下に掩殺した為、その代償としてヌルハチを龍虎将軍 (一種の武爵) に冊封するよう奏請した。龍虎将軍という地位を得たヌルハチは、周辺部へ侵略して朝貢勅書を奄有し、領土を併呑していった。

## 考証

### 二祖の立ち位置
『清實錄』には、ヌルハチ祖父ギョチャンガがどうして孫娘の受難を知り得たのか、その経緯については特に触れられていないが、『神宗顯皇帝實錄』に拠れば、教塲ギョチャンガと他失タクシはそもそも李成梁からアタイ討伐の先導 (鄉導) を任されて李成梁らをグレ城へ誘導したのであり、さらに遡れば王杲や王兀堂の征討にも先導として一枚噛んでいたとされる。
稻葉岩吉著『清朝全史』はこれに就いて、「叫場は阿台を説きて歸順せしめんと欲し、古勒城に入り込みしに、阿台、從はず却りて彼を拘留せり」と「一書」不詳に記載があることを引き、ギョチャンガがグレ城に向かったのは必ずしも孫娘救出のためだけではないとする。また「明人の記錄」不詳に「萬曆十六年に馬三非といへる女眞人が、太祖の祖父は阿台を圖るに與り、殉国の忠あればとて、陞職を朝廷に代請せしとこも見え」るとして、ギョチャンガ、タクシ、ニカン･ワイランは、いづれも李成梁にまんまと利用されたにすぎないとし、二祖の横死は兎死狗烹とも言えるが、後日の二祖の跳梁を懼れた李成梁がニカンの言を容れたものであると述べている。

## 脚註

### 典拠
1. ↑  “天命3年1618 4月13日段470”. 太祖高皇帝實錄. 5. "我之祖父未嘗損明邊一草寸土也。明無端起釁邊陲、害我祖父。恨一也。"
2. ↑  “癸未歲萬曆11年1583 2月1日段269”. 太祖高皇帝實錄. 1
3. ↑  “癸未歲萬曆11年1583 2月1日段270”. 太祖高皇帝實錄. 1
4. ↑  “諸部世系／滿洲國／癸未歲萬曆11年1583 2月段18”. 滿洲實錄. 1
5. ↑  “建州毛憐則有……”. 柳邊紀略. 3
6. ↑  “兵符へいふ”. 新字源. 角川書店. "①いくさに用いる割り符。玉や銅などで作り、これを二つにわり、一方を天子、他方を出陣する将軍が持ち、天子の命令を伝えるときの証拠にした。"
7. ↑  “列傳126 (李成梁)”. 明史. 238
8. ↑  “女直通攷”. 東夷考畧
9. 1 2  “建州女直通攷”. 東夷考畧
10. 1 2  “萬曆10年1582 12月8日段61325”. 神宗顯皇帝實錄. 131
11. ↑  “萬曆11年1583 2月15日段61384”. 神宗顯皇帝實錄. 133
12. ↑  “萬曆11年1583 2月29日段61397”. 神宗顯皇帝實錄. 133
13. ↑  “萬曆47年1619 5月16日段72053”. 神宗顯皇帝實錄. 582
14. ↑  “萬曆47年1619 月16日段72053”. 神宗顯皇帝實錄. 582. "奴之祖父教塲・他失、昔李成梁用爲鄉導併掩殺于阿台城……"
15. ↑  “萬曆47年1619 3月25日段72001”. 神宗顯皇帝實錄. 580. "先是、成梁剿平兀堂・孟草塔・王杲等諸醜類、用奴父他失爲嚮導、借其髑髏、以愽封拜。"
16. ↑  “第七節 - 丁. (二祖の死狀)”. 清朝全史. 上. pp. 118-119

### 註釈
1. ↑  註釈：「明無端起釁邊陲害我祖父」(書き下し：明端無ク邊陲ニ起釁シ我ガ祖父ヲ害シキ, 拼音：míng wúduān qǐxìn biānchuí hài wǒ zǔfù)。
2. ↑  註釈：「阿亥」(清實錄など)、「阿海」(明實錄、東夷考略、柳邊紀略など)。
3. ↑  註釈：『清實錄』と同じく清代官僚の手になる『明史』には「成梁從撫順出塞百餘里，火攻古勒塞，射死阿台。連破阿海寨，擊殺之，獻馘二千三百。」[7]とあり、アタイは明軍の銃火器によって射殺されたとしていて、部下による殺害とする『清實錄』の説と異なる。
4. ↑  註釈：明朝は女真を羈縻するために衛所を置き、さらに衛をいくつか束ねたものを統轄するものとして都督を置いた。これは女真に与えられる明代の官職の中で最高位のものである。その都督の地位を保証するために明朝が出す勅書が「都督勅書」。
5. ↑  註釈：原文は「止有遺甲十三副」。直訳すれば13着の鎧甲の意だが、ここではそれを身につけ、ヌルハチに従った武将の意。『滿洲實錄』巻2に「太祖率五十人、甲二十五副」とあり、この「甲」は動詞「率」の客語であることから、鎧甲ではなくそれを着た兵であることがわかる。なお、「五十人」はそれを身につけない最下級の兵卒。
6. ↑  註釈：『東夷考畧』は「阿海毛憐衞夷往牧奔子寨與阿台濟惡亦梟逆也」とし、アハイを建州衛ではなく毛憐衛の夷人としている。

## 文献

### 實錄
＊中央研究院歴史語言研究所版 (1937年刊行)
- 顧秉謙, 他『神宗顯皇帝實錄』崇禎3年1630 (漢)

- 覚羅氏勒德洪『太祖高皇帝實錄』崇徳元年1636 (漢)
- 編者不詳『滿洲實錄』乾隆46年1781 (漢) 
  - 『ᠮᠠᠨᠵᡠ ᡳ ᠶᠠᡵᡤᡳᠶᠠᠨ ᡴᠣᠣᠯᡳmanju i yargiyan kooli』乾隆46年1781 (満) ＊今西春秋訳

### 史書
- 茅瑞徵『東夷考略』天啓11621 (漢) ＊燕京図書館 (ハーバード大学) 所蔵
- 楊賓『柳邊紀略』康熙46年1707 (漢) ＊商務印書館叢書集成版
- 稻葉岩吉『清朝全史』上巻, 早稲田大学出版部, 大正3年1914
- 趙爾巽『清史稿』清史館, 民国17年1928 (漢) ＊中華書局版
- 孟森『清朝前紀』民国19年1930 (漢) 商務印書館版

### Web
- 栗林均「モンゴル諸語と満洲文語の資料検索システム」東北大学
- 「明實錄、朝鮮王朝実録、清實錄資料庫」中央研究院歴史語言研究所 (台湾)